# Misura discreta
In matematica, più precisamente nella teoria della misura, una misura sulla retta reale è detta misura discreta (rispetto alla misura di Lebesgue) se il suo supporto è al più un insieme numerabile.

## Definizione e proprietà
Una misura {\displaystyle \mu } definita sugli insiemi Lebesgue misurabili della retta reale a valori {\displaystyle [0,\infty ]} è detta essere discreta se esiste una successione di numeri:
{\displaystyle s_{1},s_{2},\dots }
tale che:
{\displaystyle \mu (\mathbb {R} \backslash \{s_{1},s_{2},\dots \})=0}
L'esempio più semplice di misura discreta sulla retta reale è la delta di Dirac {\displaystyle \delta }. Si ha che {\displaystyle \delta (\mathbb {R} \backslash \{0\})=0} e {\displaystyle \delta (\{0\})=1}. 
Più generalmente, se {\displaystyle s_{1},s_{2},\dots } è una successione di numeri reali, {\displaystyle a_{1},a_{2},\dots } una sequenza di numeri in {\displaystyle [0,\infty ]} della stessa lunghezza, allora si può considerare la misura di Dirac {\displaystyle \delta _{s_{i}}} definita come:
{\displaystyle \delta _{s_{i}}(X)={\begin{cases}1&{\mbox{ if }}s_{i}\in X\\0&{\mbox{ if }}s_{i}\not \in X\\\end{cases}}}
per ogni insieme Lebesgue misurabile {\displaystyle X}. Quindi, la misura:
{\displaystyle \mu =\sum _{i}a_{i}\delta _{s_{i}}}
è una misura discreta. In effetti, si può dimostrare che ogni misura discreta sulla retta reale ha questa forma per una scelta appropriata di {\displaystyle s_{1},s_{2},\dots } e {\displaystyle a_{1},a_{2},\dots }.

## Estensioni
La nozione di misura discreta può essere estesa al caso più generale degli spazi misurabili. Dato uno spazio misurabile {\displaystyle (X,\Sigma ),} e due misure {\displaystyle \mu } and {\displaystyle \nu } su di esso, {\displaystyle \mu } si dice discreta rispetto alla misura {\displaystyle \nu } se esiste un sottoinsieme al più numerabile {\displaystyle S} di {\displaystyle X} tale che:
- Tutti i singoletti {\displaystyle \{s\}} con {\displaystyle s} in {\displaystyle S} sono misurabili (che implica che ogni sottoinsieme di {\displaystyle S} è misurabile)
- {\displaystyle \nu (S)=0}
- {\displaystyle \mu (X\backslash S)=0}

Si noti che i primi due requisiti sono sempre soddisfatti per un sottoinsieme al più numerabile della retta reale se {\displaystyle \nu } è la misura di Lebesgue, quindi non sono necessarie nella definizione data inizialmente.
Come nel caso delle misure sulla retta reale, una misura {\displaystyle \mu } su {\displaystyle (X,\Sigma )} è discreta rispetto ad un'altra misura {\displaystyle \nu } sullo stesso spazio se e solo se {\displaystyle \mu } ha la forma:
{\displaystyle \mu =\sum _{i}a_{i}\delta _{s_{i}}}
dove {\displaystyle S=\{s_{1},s_{2},\dots \}} e il singoletto {\displaystyle \{s_{i}\}} sono in {\displaystyle \Sigma }, e la loro {\displaystyle \nu }-misura è 0.
Si può anche definire il concetto di discretezza per le misure con segno. Quindi al posto delle condizioni 2 e 3 sopra si deve chiedere che {\displaystyle \nu } sia zero su tutti i sottoinsiemi misurabili {\displaystyle S} e {\displaystyle \mu } deve essere zero sui sottoinsiemi misurabili di {\displaystyle X\backslash S}.